# (5917) Chibasai
(5917) Chibasai – planetoida z grupy pasa głównego asteroid okrążająca Słońce w ciągu 4 lat i 66 dni w średniej odległości 2,59 j.a. Została odkryta 7 lipca 1991 roku w Obserwatorium Palomar przez Eleanor Helin. Nazwa planetoidy pochodzi od niedochodowej organizacji Chiba Science Association (w skrócie Chiba Sai), zrzeszającej około 300 nauczycieli i naukowców w celu popularyzacji nauki wśród dzieci w Chiba. Nazwa została zasugerowana przez Y. Yamadę. Przed jej nadaniem planetoida nosiła oznaczenie tymczasowe (5917) 1991 NG.